# Nieuwe-Niedorp
Nieuwe-Niedorp (52° 44′ N, 4° 54′ L) é uma cidade dos Países Baixos, na província de Holanda do Norte. Nieuwe-Niedorp pertence ao município de Hollands Kroon, e está situada a 9 km, a nordeste de Heerhugowaard.
Em 2001, a cidade de Nieuwe-Niedorp tinha 1941 habitantes. A área urbana da cidade é de 0.53 km², e tem 760 residências.
A área de Nieuwe-Niedorp, que também inclui as partes periféricas da cidade, bem como a zona rural circundante, tem uma população estimada em 2650 habitantes.